# Siergiej Czemiezow
Siergiej Wiktorowicz Czemiezow (ur. 20 sierpnia 1952 r. w Czeremchowie) – rosyjski polityk i ekonomista. Dyrektor generalny Rostiech, przewodniczący organizacji „Związek Rosyjskich Inżynierów Mechaników”. Posiadacz tytułu Bohatera Rosji.

## Biografia
Ma dwie młodsze siostry, w szkole średniej trenował boks. W 1975 r. ukończył z wyróżnieniem Irkucki Instytut Gospodarki Narodowej, a następnie Wyższe Kursy Akademickie przy Akademii Wojskowej Sztabu Generalnego. Został zatrudniony w Instytucie Badawczym Metali Rzadkich i Nieżelaznych w Irkucku, od 1980 r. pracował w Stowarzyszeniu Naukowo-Produkcyjnym „Promień” (ros. Научно-производственное объединение «ЛУЧ»). W 1983 r. objął stanowiska kierownika przedstawicielstwa tego stowarzyszenia w Dreźnie. Funkcję tę sprawował do 1988 r., podczas pobytu w NRD poznał i zaprzyjaźnił się z Władimirem Putinem.
Od 1988 r. zajmował stanowisko zastępcy dyrektora generalnego w stowarzyszenia handlu zagranicznego „Sowintiersport” (ros. «Совинтерспорт»). W 1996 r. został powołany na stanowisko szefa wydziału stosunków gospodarczych z zagranicą w Administracji Prezydenta Federacji Rosyjskiej pod kierownictwem Władimira Putina. W latach 1999–2000 był dyrektorem generalnym Zunifikowanego Przedsiębiorstwa Państwowego Promexport (ros. ФГУП «Государственная компания «Промэкспорт»). W sierpniu 2000 r. został członkiem Komisji przy Prezydencie Federacji Rosyjskiej ds. współpracy wojskowo-technicznej Federacji Rosyjskiej z państwami zagranicznymi. W listopadzie został pierwszym zastępcą dyrektora generalnego przedsiębiorstwa Rosoboronexport, w kwietniu 2004 r. został mianowany dyrektorem generalnym. Jednocześnie od 2001 r. zasiadał w zarządzie OKB Suchoja a od 2002 r. w zarządzie spółki Ałmaz-Antiej. W 2005 r. objął stanowisko przewodniczącego rady nadzorczej funduszu wspierania i rozwoju kultury fizycznej i sportu w Rosji. W 2006 r. został szefem biura a następnie prezesem Rosyjskiego Związku Inżynierów Mechaników.
W 2007 r. został powołany na stanowisko dyrektora generalnego przedsiębiorstwa Rostiechnologie, które w 2012 r. zostało przekształcone w korporację Rostiech. Ponadto wszedł w skład zarządu Rosoboronexport, spółki Zjednoczone Przedsiębiorstwo Budowy Silników (ros. ОАО «Объединенная авиастроительная корпорация»), Aerofłotu, Międzynarodowego Klubu Finansowego (ros. Международный финансовый клуб), Zjednoczonej Korporacji Rakietowo-Kosmicznej (ros. ОАО «Объединенная ракетно-космическая корпорация»), został też mianowany zastępcą prezesa zarządu AwtoWAZ.

## Kariera polityczna
2 grudnia 2006 r. na VII Zjeździe partii „Jedna Rosja” został wybrany do prezydium Rady Naczelnej tej partii. Po raz kolejny do prezydium został wybrany w latach: 2012, 2017 i 2021.

## Ordery i odznaczenia
Za swą pracę otrzymał odznaczenia:
- Bohater Federacji Rosyjskiej[8],
- Order „Za zasługi dla Ojczyzny” I, II, III i IV klasy[9],
- Order Honoru[9],
- Order Przyjaźni[9],
- Order Świętego Dymitra Dońskiego[9],
- Order Świętego Księcia Daniela Moskiewskiego[9],
- Order Świętego Sergiusza Radoneżskiego[9],
- Medal jubileuszowy „300 lat Rosyjskiej Floty”[1],
- Medal „W upamiętnieniu 300-lecia Petersburga”[1],
- Medal „W upamiętnieniu 1000-lecia Kazania”[1],
- Medal jubileuszowy „60 lat Sił Zbrojnych ZSRR”[1],
- Medal jubileuszowy „70 lat Sił Zbrojnych ZSRR”[1],
- Medal „Za nienaganną służbę”[1],
- Medal „Za powrót Krymu”[10],
- Legia Honorowa[9],
- Order Zasługi Republiki Włoskiej[9],
- Order „Przyjaźń”[11].